# Praeglobotruncana
Praeglobotruncana, en ocasiones erróneamente denominado Plaeglobotruncana, es un género de foraminífero planctónico de la subfamilia Hedbergellinae, de la familia Hedbergellidae, de la superfamilia Rotaliporoidea, del suborden Globigerinina y del orden Globigerinida. Su especie tipo es Globorotalia delrioensis. Su rango cronoestratigráfico abarca desde el Albiense superior (Cretácico inferior) hasta el Turoniense medio (Cretácico superior).

## Descripción
Praeglobotruncana incluía especies con conchas trocoespiraladas, de forma biconvexa a espiroconvexa; sus cámaras eran ovaladas a subromboidales, trapezoidales en el lado espiral; sus suturas intercamerales eran rectas e incididas en el lado umbilical, y curvas y niveladas o ligeramente incididas en el lado espiral, aunque elevadas y pustulosas en las primeras cámaras (carenas circumcamerales poco desarrolladas); su contorno era redondeando o subpoligonal, y lobulado; su periferia era subaguda a aguda, con una prominente y ancha carena pustulosa (muricocarena poco desarrollada); su ombligo era estrecho; su abertura era interiomarginal, umbilical-extraumbilical, en forma de arco bajo y protegida con un pórtico; presentaba pared calcítica hialina, macroperforada con baja o alta densidad de poros, con la superficie pustulada, sobre todo en las primeras cámaras.

## Discusión
Clasificaciones posteriores han incluido Praeglobotruncana en la familia Globotruncanellidae y en la superfamilia Globigerinoidea.

## Paleoecología
Praeglobotruncana incluía especies con un modo de vida planctónico, de distribución latitudinal cosmopolita, preferentemente tropical-subtropical, y habitantes pelágicos de aguas profundas (medio mesopelágico inferior a batipelágico superior, en o bajo la termoclina).

## Clasificación
Se han descrito numerosas especies de Praeglobotruncana. Entre las especies más interesantes o más conocidas destacan:
- Praeglobotruncana aumalensis †
- Praeglobotruncana delrioensis †
- Praeglobotruncana gibba †

Un listado completo de las especies descritas en el género Praeglobotruncanapuede verse en el siguiente anexo.
En Praeglobotruncana se han considerado los siguientes subgéneros:
- Praeglobotruncana (Clavihedbergella), aceptado como género Clavihedbergella
- Praeglobotruncana (Dicarinella), aceptado como género Dicarinella
- Praeglobotruncana (Falsomarginotruncana), aceptado como género Falsomarginotruncana
- Praeglobotruncana (Hedbergella), aceptado como género Hedbergella